# Vicente II Gonzaga
Vicente II Gonzaga, em italiano Vincenzo II Gonzaga (7 de janeiro de 1594 – 25 de dezembro de 1627) era um membro da Dinastia Gonzaga, que veio a ser Duque de Mântua e Duque de Monferrato de 1626 até à sua morte.

## Biografia
Fernando era o terceiro filho varão do duque Vicente I e de Leonor de Médici. Na sequência da morte dos seus dois Irmãos mais velhos, Francisco IV (morto em 1612) e Fernandio I (morto em 1626), Vicente vem a suceder como soberano dos ducados de Mântua e de Monferrato.

### Cardeal
A tradição familiar impunha que o segundo filho fosse consagrado à Igreja, enquanto o mais velho deveria herdar do pai o governo dos estados. Com a morte do irmão mais velho (Francisco IV) em 1612, Fernando I abandona a dignidade cardinalícia para assumir o trono ducal e Vicente II torna-se o segundo varão da família sendo, por isso, nomeado cardeal-diácono pelo Papa Paulo V no consistório de 2 de dezembro de 1615.
Mas uma bela mulher fá-lo-á mudar de ideias e de ideais, e o mesmo Papa, Paulo V, no consistório de 5 de setembro de 1616, informa o Colégio Cardinalício que Vicente não recebera quaisquer ordens sacras podendo, assim, contrair matrimónio, privando-o da dignidade cardinalícia.

### Casamento e descendência
No mesmo ano Vicente casa com a mulher por quem se apaixonara, Isabel Gonzaga, filha de um primo distante, o Marquês de Novellara, Afonso I Gonzaga. Isabel era bastante mais velha que Vicente (tinha 40 anos enquanto ele apenas 22) e, desde 1605, já era viúva de Ferrante Gonzaga, Marquês de Gazzuolo e mãe de oito filhos, entre os quais Cipião I Gonzaga (1595-1670), príncipe de Bozzolo e duque de Sabbioneta.
Este casamento não foi feliz e, desde logo, teve a oposição do irmão de Vicente, o duque Fernando I, que planeou a sua anulação. O casal não teve filhos e, por fim, também Vicente se une ao irmão na tentativa de incriminar Isabel por feitiçaria, chegando ao ponto de tentarem o seu envenenamento. Apesar de temer ser assassinada Isabel, permaneceu em Mântua, colocando-se sob a proteção do papa. No processo subsequente a verdade foi restabelecida e Isabel absolvida de todas as acusações.
Apesar de não ter tido descendência do casamento, Vicente II teve quatro filhos naturais que, embora legitimados, estavam excluídos da sucessão:
- Frederico (Federico Gonzaga) (1619-1630), abade;
- Tibério Sílvio (Tiberio Silvio Gonzaga) (1620 - 1630), cavaleiro da Ordem Soberana e Militar de Malta;
- Luís (Luigi Gonzaga) (+1627);
- João (Giovanni Gonzaga) (+Malta 1645), abade e cavaleiro da Ordem Soberana e Militar de Malta;

## Coleção de arte
Vicente II está associado à venda do património artístico da família, a famosa Collezioni Gonzaga (Celeste Galeria) cedido ao rei Carlos I de Inglaterra por um valor irrisório de 800.000 libras esterlinas a liquidar no período 1628-1629. Esta venda acabou por ser um mal menor uma vez que o resto do património foi totalmente posto a saque aquando da conquista de Mântua pelas tropas imperiais, em 1630.

## Sucessão
Em 1626, quando Fernando Gonzaga morre, a situação da família era trágica: Vicente sobe ao poder consciente de ser o último varão do ramo principal dos Gonzaga. O seu matrimónio ainda não fora anulado (o que impossibilitava novas núpcias) e, apesar de ter apenas 33 anos, a sua saúde era instável. Era pois necessário designar um ramo mais novo da família para suceder no governo dos ducados.
As grandes potências europeias acompanhavam com atenção a situação pressionando, cada uma, a favor do seu candidato: de um lado, os Habsburgos (quer Filipe IV de Espanha, quer o Imperador Fernando II) que apoiavam Ferrante II Gonzaga, Duque de Guastalla, do ramo dos Gonzaga-Guastalla; do outro Luís XIII de França e o Papa Urbano VIII que preferiam apoiar Carlos, Duque de Nevers, do ramo francês dos Gonzaga-Nevers.
O Duque de Saboia Carlos Emanuel I, que ambicionava anexar o vizinho Monferrato, apoiava também o pretendente de Guastalla.
Inicialmente mais inclinado para o ramo italiano dos Gonzaga-Guastalla, Vicente opta por apoiar o partido francês depois de descobrir que Ferrante II de Guastalla infiltrara homens armados em Mântua.
Assim, Vicente tenta resolver a questão da sucessão, organizando o casamento da sua sobrinha Maria de Mântua (filha do seu falecido irmão Francisco IV) com Carlos de Mayenne (do ramo francês dos Gonzaga-Nevers) filho de Carlos III, Duque de Nevers, primo em 1º grau de Vicente I, o pai de Vicente II.
A cerimónia teve lugar em 25 de dezembro de 1627 e Vicente morre nesse mesmo dia com 33 anos, poucas horas após a celebração.

## Morte
Vicente II morre em 1627 extinguindo-se, assim, o ramo principal dos Gonzaga de Mântua. A recusa do imperador Fernando II em reconhecer a sucessão de Carlos de Gonzaga-Nevers nos Ducados, lança o norte de Itália na Guerra da Sucessão de Mântua, que durará de 1628 à 1631, e que se enquadra no conflito mais amplo que foi a Guerra dos Trinta anos. Pelo tratado de Cherasco, que pôs termo à guerra, confirma-se a sucessão do chefe do ramo francês, dito Gonzaga-Nevers.

## Honras
- Grão-Mestre da Ordem do Redentor

 
|}